# Marc Burns
Marc Burns (* 7. ledna 1983, Port of Spain) je sportovec, atlet, sprinter reprezentující Trinidad a Tobago.

## Kariéra
První mezinárodní individuální úspěch zaznamenal v roce 2000 na juniorském mistrovství světa v chilském Santiagu, kde vybojoval bronzovou medaili v běhu na 100 metrů. O rok později získal na světovém šampionátu v Edmontonu stříbrnou medaili ve štafetě na 4 × 100 metrů. Na MS juniorů 2002 v Kingstonu získal v čase 10,18 s stříbro na stometrové trati, když o devět setin sekundy podlehl svému krajanovi Darrelu Brownovi.
V roce 2006 vybojoval na hrách Commonwealthu v Melbourne bronz v běhu na 100 metrů. Cílem proběhl v čase 10,17 s. Stříbro bral Olusoji Fasuba z Nigérie (10,11 s) a zlato Asafa Powell z Jamajky (10,03 s). Na MS v atletice 2007 v japonské Ósace obsadil 8. místo.
Na letních olympijských hrách 2008 v Pekingu se probojoval do finále nejkratšího sprintu, kde doběhl v čase 10,01 s na 7. místě. Společně s Kestonem Bledmanem, Emmanuelem Callanderem a Richardem Thompsonem vybojoval stříbro ve štafetě na 4 × 100 metrů. Na 7. místě skončil také na Mistrovství světa v atletice 2009 v Berlíně. Na olympijských hrách v Londýně postoupil do finále běhu na 4 × 100 metrů. V něm sprinteři z Trinidadu doběhli těsně pod stupni vítězů, na 4. místě. Po diskvalifikaci Kanaďanů však na stupních vítězů obdrželi Keston Bledman, Marc Burns, Emmanuel Callender a Richard Thompson bronzové medaile.